# Casciana Alta
Casciana Alta è una frazione del comune italiano sparso di Casciana Terme Lari, nella provincia di Pisa, in Toscana.

## Storia
Fino agli anni settanta era detta semplicemente "Casciana" (nome di origine romana). Poi è stata ribattezzata "Casciana Alta" per distinguerla da "Bagni di Casciana", che nel frattempo aveva preso il nome di "Casciana Terme".
Il centro venne fondato in epoca romana su un'area già abitata in epoca etrusca. 
Alcuni anziani raccontano che sotto il paese ci siano cantine a tre o quattro piani, che durante la guerra (IIa Guerra Mondiale) servirono per rifugio, poi tutti gli accessi furono murati. Una strana somiglianza con le città sotterranee della Turchia.

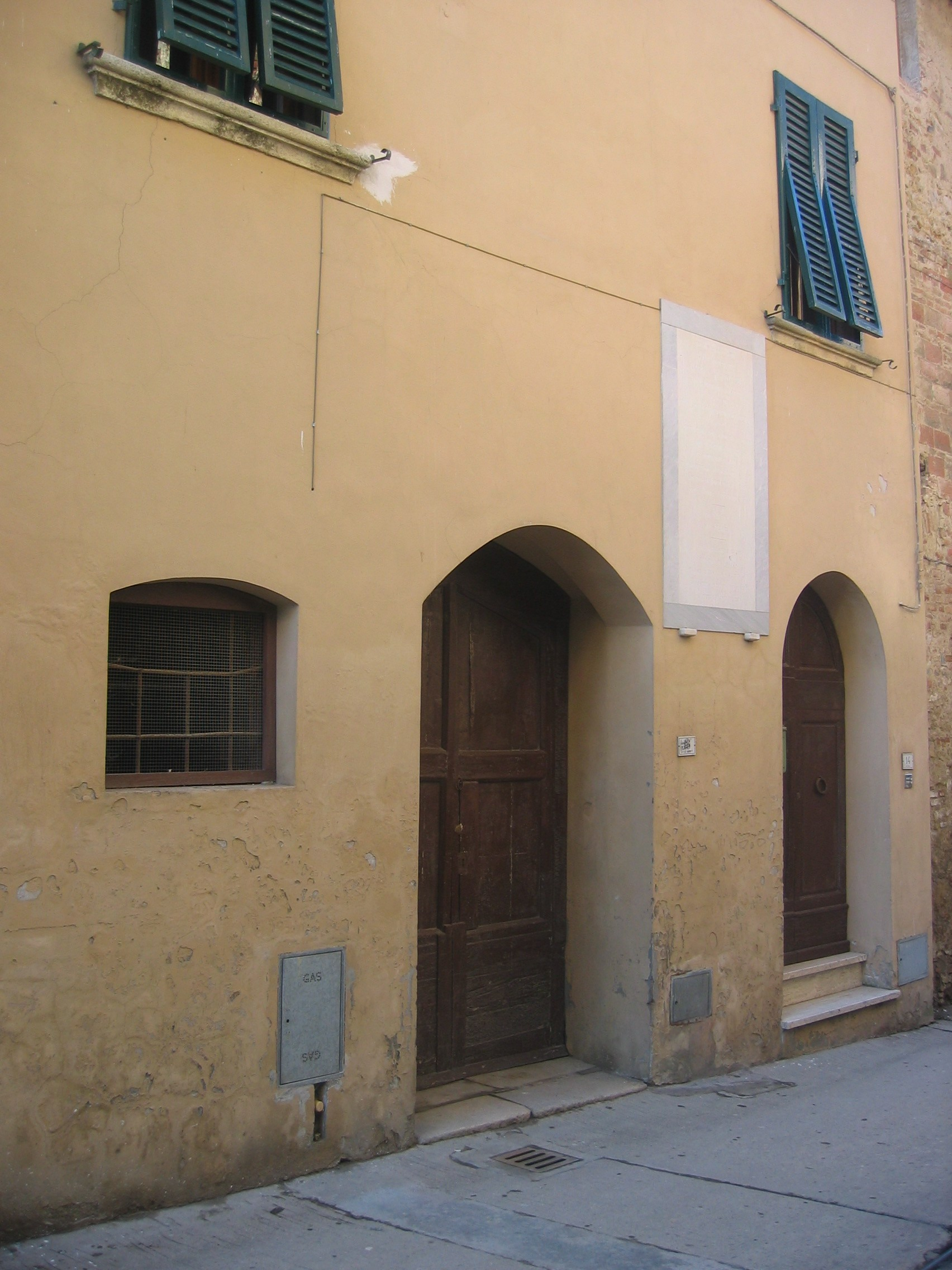
Casa natale di Eusebio Valli a Casciana Alta, Lari (PI)

Conquistata da nobili Longobardi, Casciana nel medioevo era famosa per i suoi numerosi mulini alimentati dal fiume Ecina (toponimo di origine etrusca).

## Monumenti e luoghi d'interesse
Nel centro si possono ammirare l'ottocentesca chiesa parrocchiale di San Niccolò, con importanti opere del rinascimento toscano, il Santuario della Madonna della Cava (XVIII secolo) famosa a livello nazionale per la sua pianta ottagonale, i resti del castello, vari palazzi medievali e un piccolo teatro.
Nei pressi nel paese sono visibili i resti di una decina di mulini medievali, l'antica chiesa romanica di San Nicola in Sessana e le famose grotte di San Frediano, oggi chiuse, con la chiesetta di San Frediano, in passato dipendente dalla parrocchia di Usigliano.